# Stavkirke de Borgund
La stavkirke de Borgund (Borgund stavkyrkje ou Borgund stavkirke en norvégien) à Borgund, Lærdal, Sogn og Fjordane, est considérée comme étant la mieux préservée des 28 églises en bois debout médiévales subsistant en Norvège.
Elle fait partie des églises en bois debout avec étage. Son chœur comporte une abside semi-circulaire, elle aussi avec étage, et est ceinte d’une galerie extérieure couverte, toujours à l'étage. Des datations des échantillons de bois par dendrochronologie indiquent que les arbres utilisés ont été abattus durant l'hiver 1180 - 1181, donc l'église fut vraisemblablement édifiée avant 1200. Un clocher-tour médiéval en bois se trouve au sud de l'église.

## Galerie de photographies

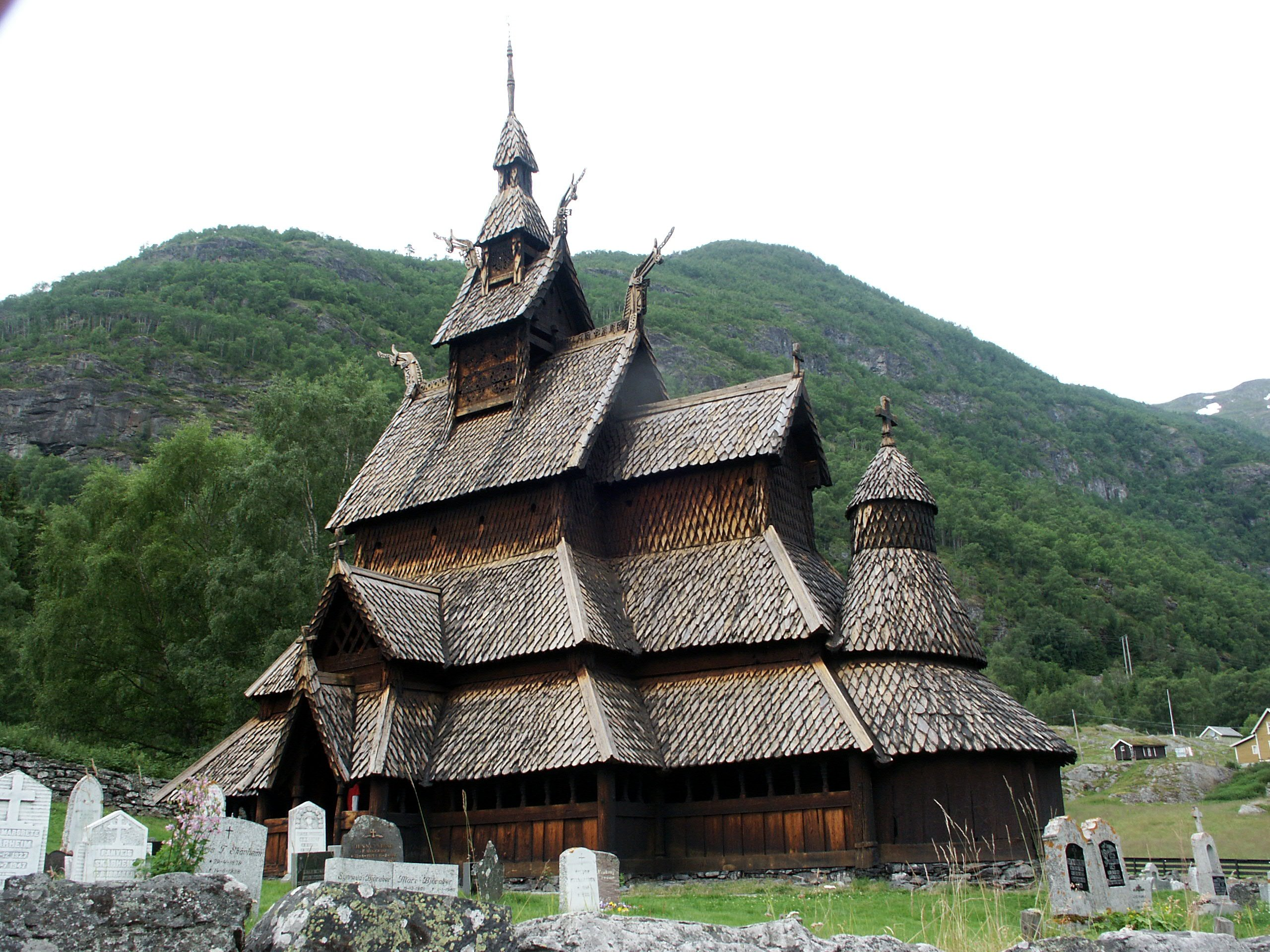
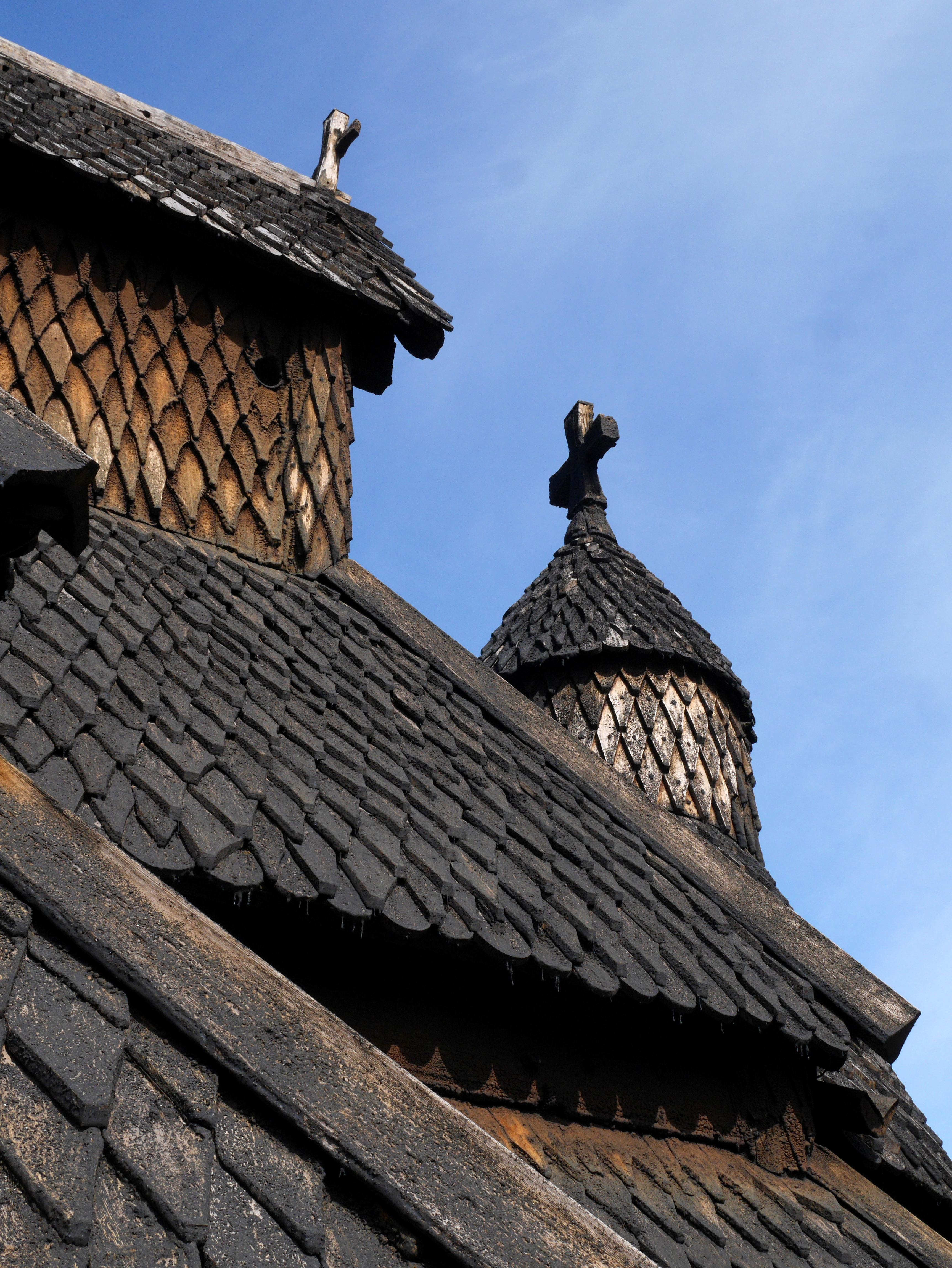
Détail du toit de l'église
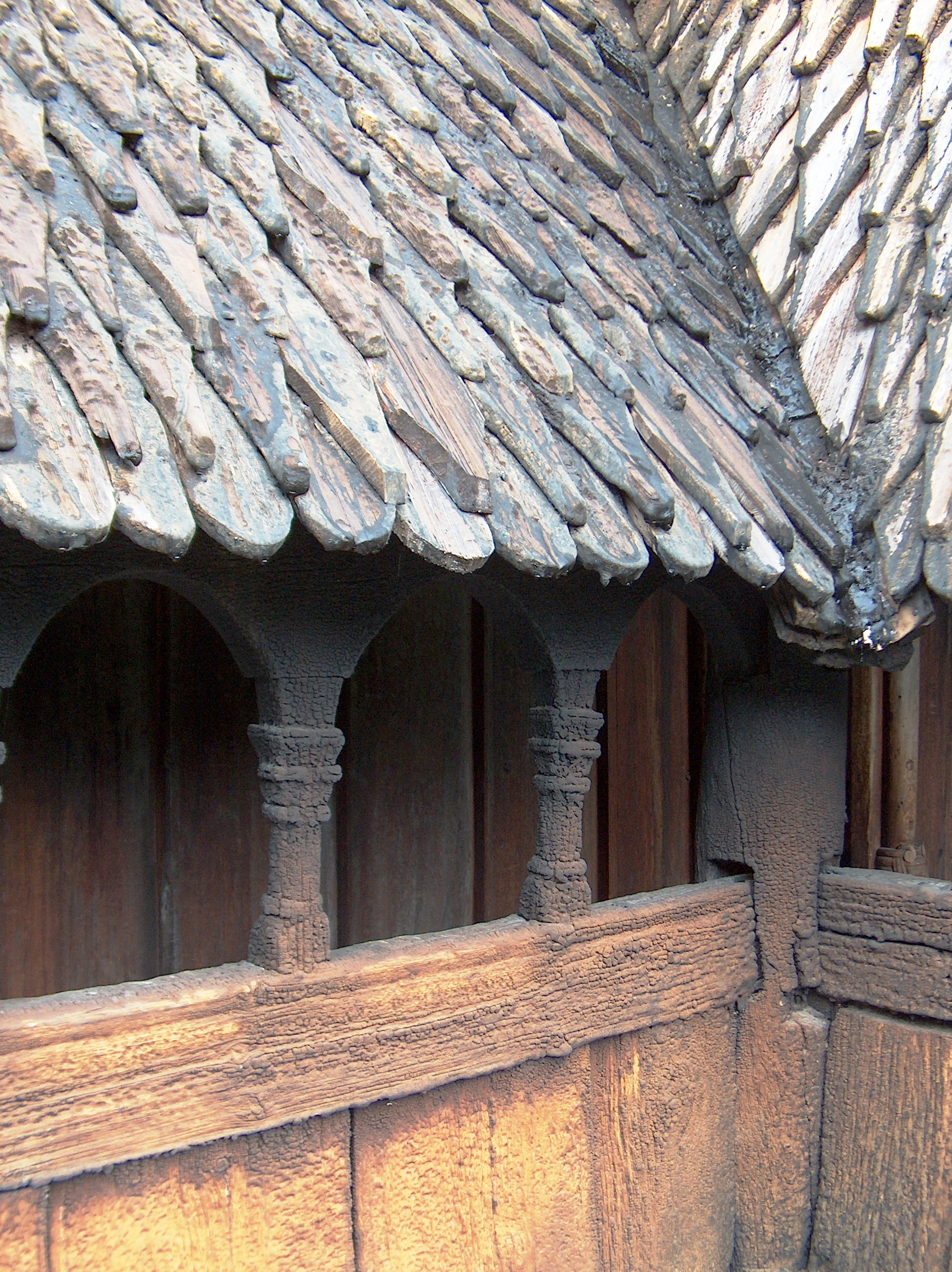
La galerie extérieure couverte
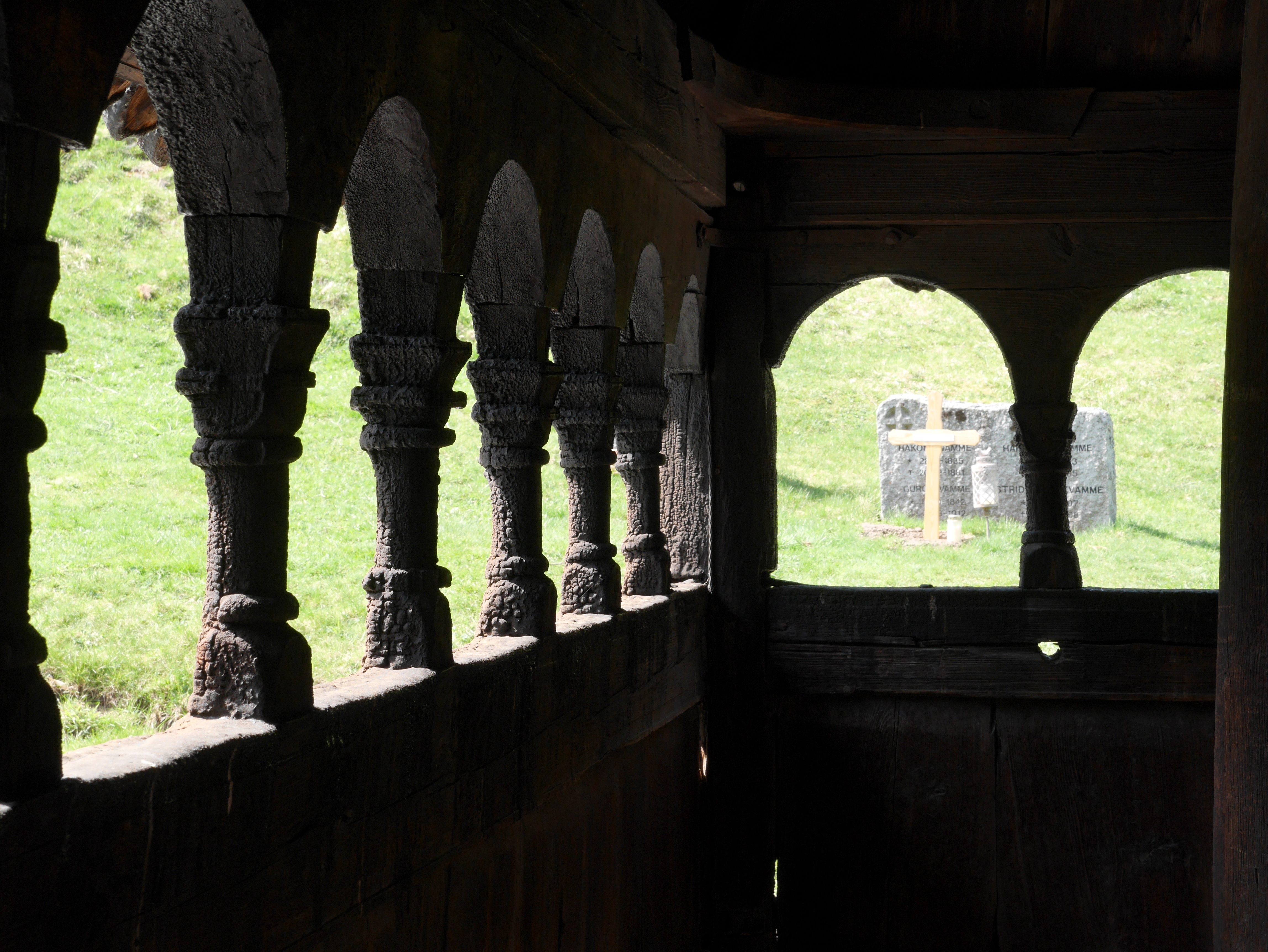
Galerie extérieure couverte
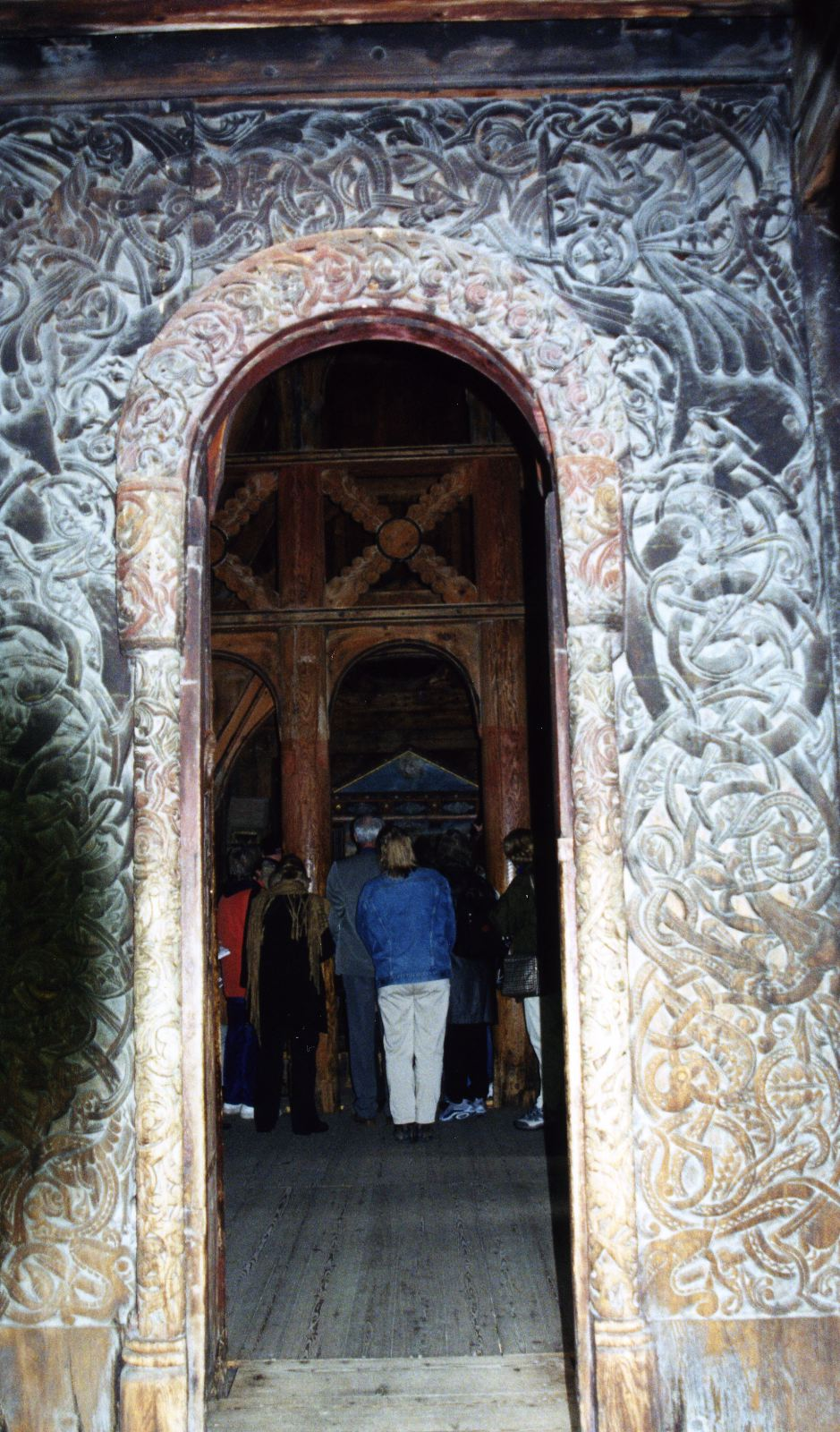
Portail
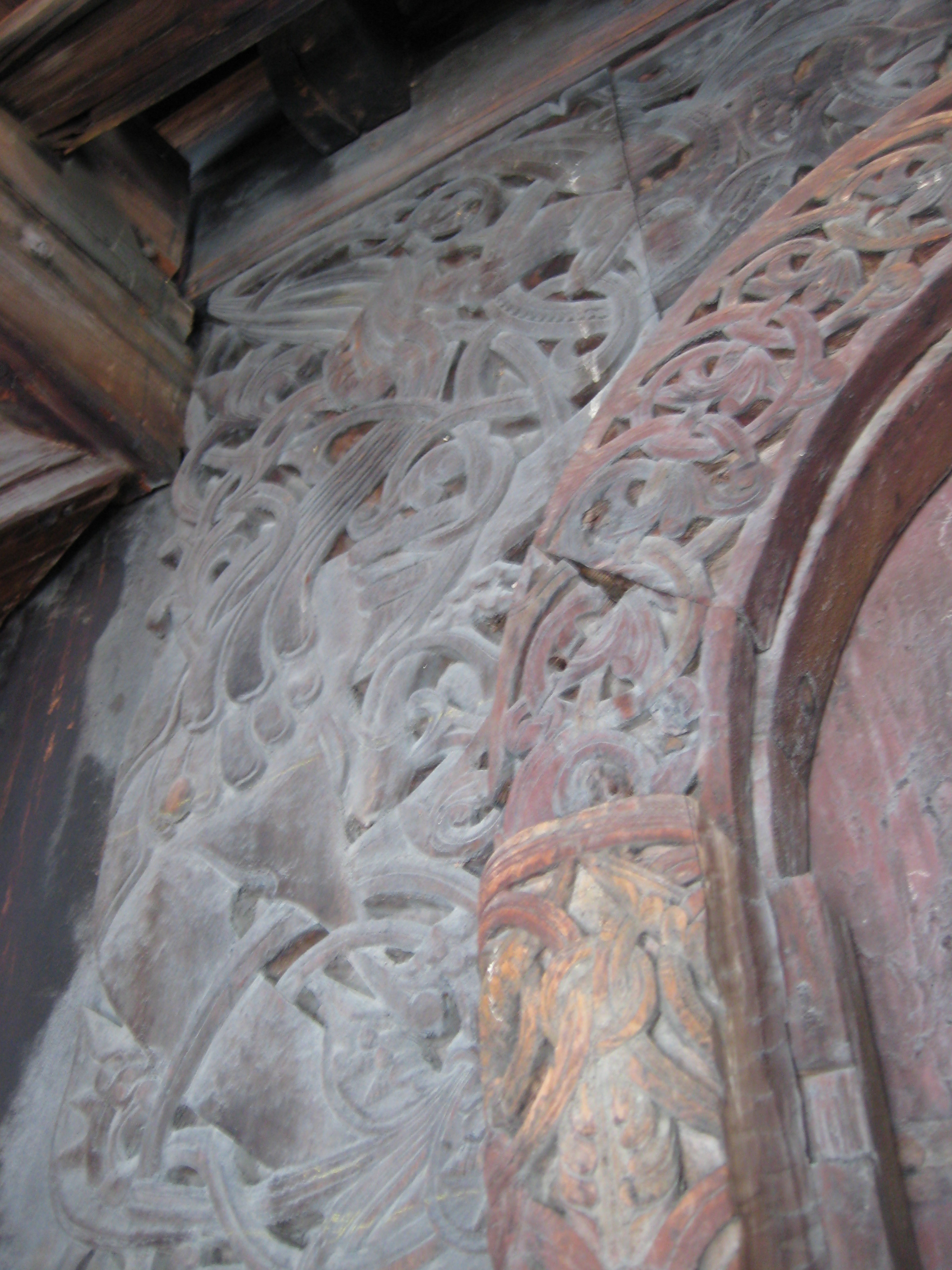
Portail
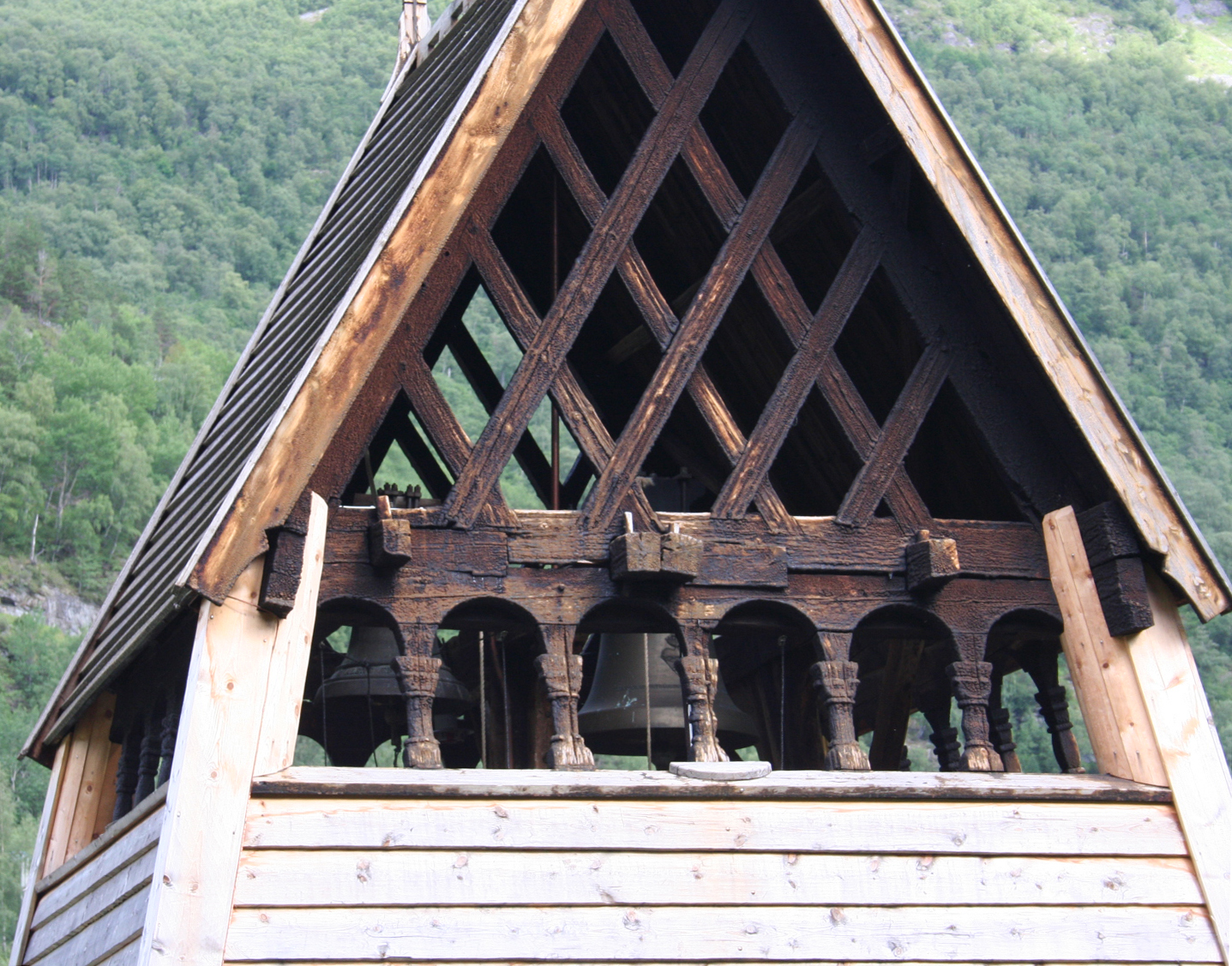
Le clocher-tour médiéval au sud de l'église
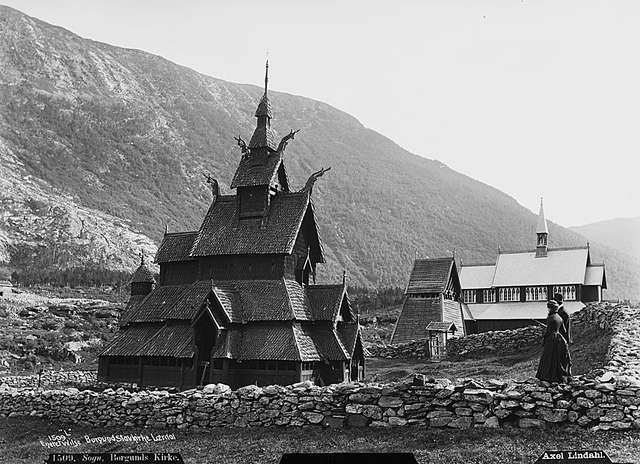
L'église en bois debout de Borgund, le clocher-tour médiéval, l'église de Borgund. Photo Axel Lindahl.
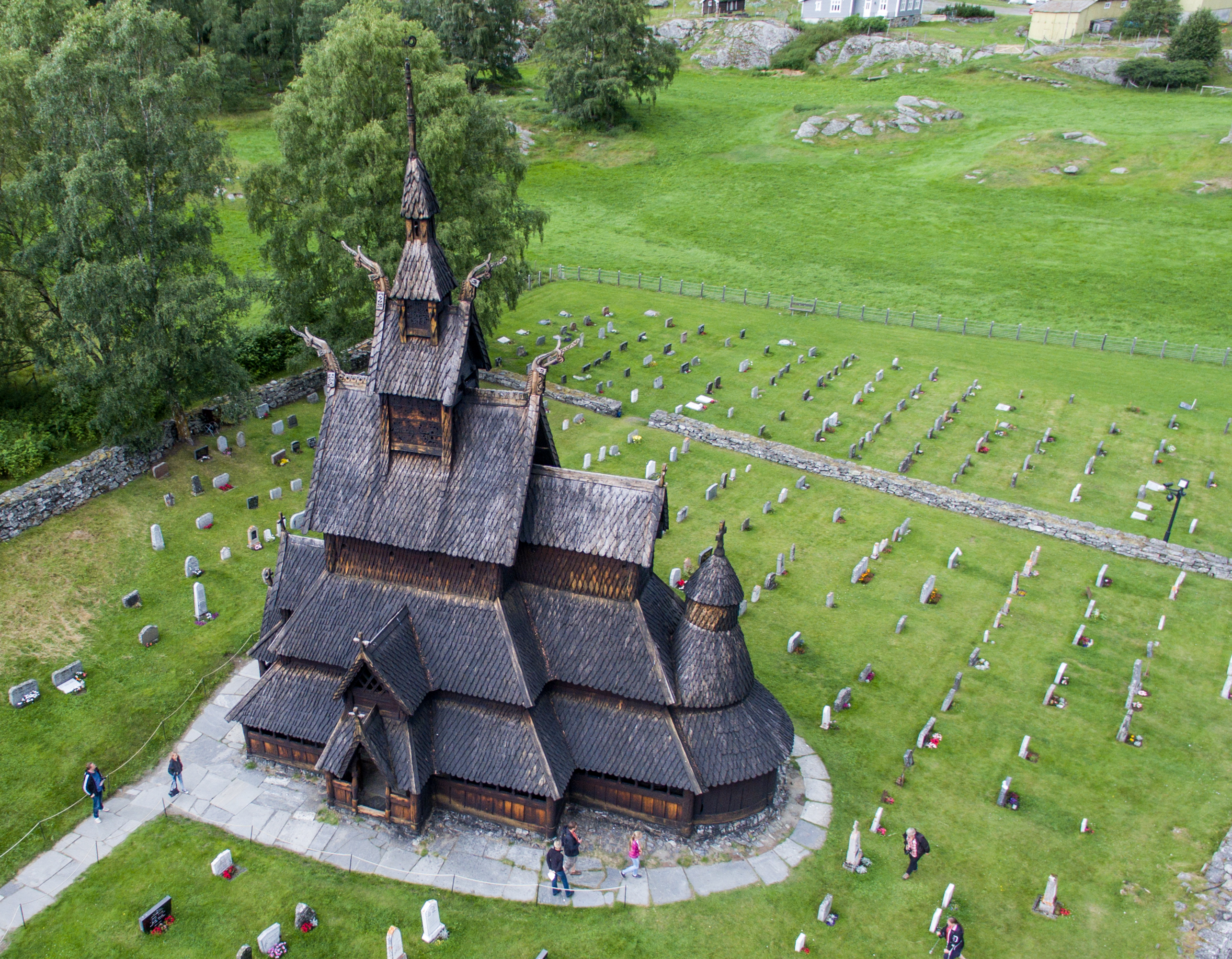